# دانشگاه ارت
دانشگاه ارت (EARTH)، در شهر گواسیمو در استان لیمون و دانشکده گل این دانشگاه در استان گواناکاسته هر دو در کشور کاستاریکا احداث شده‌اند. دانشگاه زمین در واقع یک دانشگاه خصوصی و غیرانتفاعی است که به دانشجویان خود در مقطع کارشناسی، طی یک برنامه چهار ساله، لیسانس علوم کشاورزی در گرایش بذرشناسی ارائه می‌دهد.